# Видиковац Молитва
Видиковац Молитва се налази у оквиру Специјалног резервата природе Увац, резервату природе I категорије и на територији општине Сјеница.
Видиковац се налази недалеко од врха Молитва на 1247 м.н.в, са којег се пружа прелеп поглед на меандре реке Увац. Сам видиковац је опремљен дрвеном платформом са заштитном оградом и до њега се стиже од кампа Маркова раван, пешачком стазом у дужини од 5km.